# Irrwurz
Die Irrwurz, auch Irrwurzel, Irrkraut und Springwurzel, in der Schweiz Vexierchrut, ist in deutschsprachigen Ländern eine mythologische Pflanze, die je nach den Umständen des Kontaktes mit ihr verursachen würde, dass derjenige sich verirrt und den Weg nicht mehr findet. In Frankreich kennt man sie unter anderem als herbe d'égarement („Kraut der geistigen Verwirrung“).

## Botanische Wirklichkeit
Es gibt unterschiedliche reale Pflanzen, die mit Irrwurz gemeint sein könnten. Manchmal wird sie als Farn identifiziert, allerdings nicht in Tirol, wo Farn und Irrwurzel unterschiedliche Pflanzen sein sollen. Sie soll auch eine bestimmte Form von Baumwurzeln sein, die über Kreuz oder in der Form eines Andreaskreuzes wachsen oder die zu einem vom Blitz getroffenen Baum gehören. Verwechslungen mit der Springwurzel kommen ebenfalls vor. Im Siedlungsgebiet der Pennsylvania Dutch in den USA galt das Netzblatt als diese Pflanze.

## Aberglaube
Der Sage nach wächst die Pflanze im Wald und ist der Grund, warum sich Menschen in Wäldern verirren. Wer auf die Pflanze tritt, findet den Weg zurück nicht mehr. In Thüringen besagt der Aberglaube, dass sich Menschen nur dann verirren, wenn sie auf das Irrkraut (hier: Farn) treten, ohne es zu bemerken. Laut Tiroler Überlieferung verschlägt das Treten auf eine Irrwurz denjenigen sofort auf einen Abdeckerhof oder in einen Sumpf. Laut anderen, weniger verbreiteten Varianten der Sage verirren sich Menschen, denen ein Same des Irrkrauts, der Irrsame, in einen Schuh gefallen ist, oder die eine Irrwurzel gegessen haben. 
In der Schweiz kennt man die Pflanze als Vexierchrut und identifiziert sie mit Farn. Sie führt in die Irre, wenn man etwas von ihr in der Tasche hat. In Kärnten führt man das Verirren nach dem Treten auf die Irrwurz auf einen Naturgeist zurück, der auf dem richtigen Weg steht und ihn verdeckt. In Thüringen nennt man Irrkraut auch Otterkraut oder Atterkreutich und nimmt an, dass es nicht nur in die Irre führt, sondern auch Ottern anlockt, welche die Person jagen, die das Kraut in der Tasche hat.
Gegenmaßnahmen zur angenommenen Wirkung der Irrwurz sollen das Ausziehen der Schuhe oder das Wechseln der Schuhe auf den jeweils anderen Fuß sein. Frauen können auch ihre Schürze ausziehen und verkehrtherum wieder anziehen. In Tirol geht man solange weiter in die Irre, bis jemand anders auf die Irrwurzel tritt.
Die deutschen Vorfahren der Pennsylvania Dutch brachten die Sage vom Irrkraut in die Neue Welt und nannten es in ihrem Dialekt Verirrgraut. Wenn man nachts darauf tritt, soll das Opfer bis zum Morgen ziellos umherwandern. Tritt man tagsüber darauf, muss das Opfer durch Erschrecken wieder zur Vernunft gebracht werden, sonst hört es nicht auf, ziellos umherzuwandern. Traditionelle Mittel gegen das Umherirren sind barfuß laufen oder das Wechseln der Schuhe.